# La Nuit du réveillon
Pour plus de détails, voir Fiche technique et Distribution.
La Nuit du réveillon est un téléfilm français de 2011 réalisé par Serge Meynard et diffusé le 4 janvier 2014 sur France 3. Il est l'adaptation de La nuit de la dinde de Serge Quadruppani.

## Synopsis
Le soir de Noël, Pierre, Patricia et leurs enfants se préparent à accueillir des amis pour le réveillon. Le premier convive n'est pourtant pas attendu : il s'agit du Père Noël qui se révèle vite être un preneur d'otages. Celui-ci a en tête de se faire ouvrir les coffres de la banque dirigée par Pierre, et ce dès le lendemain matin. Pour patienter jusque-là, il fait jouer un drôle de jeu aux invités, obligés d'avouer leurs secrets.

## Distribution
- Quentin Baillot : le Père Noël
- Jean-Pierre Lorit : Pierre
- Armelle Deutsch : Patricia
- Thierry Godard : Paul
- Christine Citti : Sylviane
- Isabelle Gélinas : Muriel
- Marie-Cécile Ouakil : Maéva
- Nine Martin : Jeanne
- Alexandre Pous : Julien
- Brune Martin : Zoé
- Thomas Jouannet : Roussel
- Philippe Saïd : Le voisin